# میترافیلین
میترافیلین (به انگلیسی: Mitraphylline) با فرمول شیمیایی C۲۱H۲۴N۲O۴ یک ترکیب شیمیایی است. که جرم مولی آن ۳۶۸٫۱۷۳۶ g/mol می‌باشد.